# 崔錦
崔錦（16世紀—16世紀），號蓮塘，南直隸寧國府太平縣人，明朝政治人物。

## 生平
崔錦是嘉靖十六年（1537年）丁酉科應天鄉試第四十五名舉人，授汝州知州，汝州地平少溪澗，水多從地湧出，稱為湧泉，令道路阻塞，他量度地勢興建溝渠，墾地成田，按照南方式樣製作農器，招徠南方人教導耕種，開墾田地數萬畝，有碑及祠以玆紀念，二十二年（1543年）任河南鄉試同考官，提拔者皆為當地名士，包括大學士沈鯉。

## 引用
1. 1 2  光緒《（安徽）太平縣志·卷六》：崔錦，號蓮塘，嘉靖丁酉舉人，任汝州知州，汝地平曠鮮溪澗，水多從地出，謂之湧泉，道路俱塞，錦觀風相土，為通溝渠，墾地成田，照南式為農器，招南人教以耕耨，開田數萬畝，俗用富饒，今州前有碑，諸鄉有祠，癸卯分校所拔皆中州名士，龍江沈相公尤其較著者。